# Vescomtat d'Osona
El vescomtat d'Osona va ser una jurisdicció territorial del comtat d'Osona establerta a final del segle ix, la qual va estar exercida des d'inici del segle x per una família que, a partir de 1062, va canviar la nomenclatura per la de vescomtat de Cardona. El primer vescomte va ser Francó, el 879, restaurador del comtat d'Osona en temps de Guifré el Pilós.
El 986, el comte d'Osona Borrell II va reedificar Cardona i va posar els seus habitants sota el patrocini del vescomte Ermemir, germà d'Arnulf (bisbe de Vic) i figura notable del seu temps, conseller del comte Ramon Borrell. A partir d'aquest moment apareixen referències als vescomtes com Osona o Osona-Cardona. Després d'Ermemir II, seria vescomte el seu germà, Ramon I, casat amb Engúncia i mort vers 1014, en què va succeir-lo el seu hereu, Bremon, notable personalitat del seu temps i fundador de l'abadia de Cardona, que morí el 1033, acabat de tornar d'un concili a Narbona. El succeí el seu germà, Folc I, que morí tràgicament, assassinat pels seus enemics, l'any 1040. El seu germà Eribau, bisbe d'Urgell i molt ben relacionat amb l'abat Oliba, va prendre el poder de la casa per poc temps: el mateix any 1040, moria en un viatge a Terra Santa.
El vescomtat passà a Ramon Folc I, fill de Folc i un dels homes més significatius del partit de Ramon Berenguer II, comte de Barcelona assassinat pel seu germà, Berenguer Ramon II, recordat com El Fratricida.
Ramon Folc I va morir combatent els sarraïns, al castell de Maldà, l'any 1086. El seu fill, Bermon II, no corregué millor sort: morí en el captiveri, a mans dels musulmans, i va haver de governar el seu oncle, Folc II de Cardona, bisbe de Barcelona.
El vescomtat va estar molt vinculat amb el monestir de Sant Pere de Casserres mitjançant la intervenció de les vescomtesses. Ermetruit, esposa de Guadall II va demanar al comte Ramon Borrell que cedís les terres per construir el monestir. Ella i la seva nora Eugòncia es varen encarregar de liderar l'obtenció de fons i la construcció del monestir. Hi ha la creença que l'interès era per aconseguir l'ajut diví en la línia successòria, després que Ermemir II i Bermon van morir sense descendència.
És amb Ramon Folc I quan el vescomtat d'Osona esdevé definitivament vescomtat de Cardona el 1062.

## Dinasties desconegudes
- Francó (esmentat al 879)
- Wadamir (esmentat al 900)

## Casa de Cardona
- Ermemir I (abans de 911-després de 929).

Casat amb Guinedilda i pare d'Odelguer I i de Guadall II.
- Guadall I (esmentat al 937)
- Odelguer I (esmentat al 956)
- Guadall II (abans de 963-979).

Casat amb Ermetruit i pare de Ermemir II i Ramon I.
- Ermemir II (979 - 1007/1009), germà d'Arnulf, bisbe de Vic
- Ramon I (1007/1009 - 1014), germà d'Ermemir II, el seu antecessor.

Casat amb Eugúncia de Lluçà i pare de Bermon, Eribau I i Folc I de Cardona.
- Bremon (1014 - 24 de setembre de 1029), fill de Ramon I. Està enterrat al Monestir de Cardona.
- Eribau el Sant, (1029 - 23 de desembre de 1040), fill de Ramon I.
- Folc I (1036-30 de gener de 1040), fill de Ramon I.

Casat amb Guisla de Sant Martí i pare de Ramon Folc I de Cardona
- Ramon Folc I de Cardona (1040 - 1086), fill de Folc I de Cardona i 1r vescomte de Cardona.

Passa a anomenar-se vescomtat de Cardona.